# Nomada gribodoi
Nomada gribodoi ist eine Biene aus der Familie der Apidae. 

## Merkmale
Die Bienen haben eine Körperlänge von zehn bis zwölf Millimetern. Der Kopf ist bei den Weibchen schwarz gefärbt und hat eine rote Zeichnung. Der Thorax ist ebenso schwarz, trägt jedoch hellgelbe Flecken. Die Tergite sind rot oder schwarz, am zweiten und vierten befinden sich an den Seiten hellgelbe Flecken, am fünften eine Binde. Das Labrum ist rot und hat hinter dem Vorderrand einen Quergrat. Das dritte Fühlerglied ist länger als das vierte. Der Thorax und der Hinterleib sind nahezu unbehaart. Die Schienen (Tibien) der Hinterbeine sind am Ende abgerundet. Ihnen fehlen Haare und Dornen. Die Männchen sehen den Weibchen ähnlich, haben jedoch eine hellgelbe Zeichnung im Gesicht. Die hinten abgerundete Pygidialplatte ist schmal. Den Schenkeln (Femora) der Hinterbeine fehlen die Haarfransen.

## Vorkommen und Lebensweise
Die Art ist in Südeuropa und der Türkei sowie um Vinschgau verbreitet. Die Tiere fliegen im Juni. Welche Wirte sie parasitieren, ist unbekannt.

## Belege
Felix Amiet, M. Herrmann, A. Müller, R. Neumeyer: Fauna Helvetica 20: Apidae 5. Centre Suisse de Cartographie de la Faune, 2007, ISBN 978-2-88414-032-4.